# 根本敬 (ビルマ研究家)
根本 敬（ねもと けい、1957年7月28日 - ）は、日本のビルマ近現代史研究者、上智大学名誉教授。

## 略歴
1976年東京都立秋川高等学校（全寮制）卒業（9期生）。1980年国際基督教大学教養学部社会科学科卒業（24期生）。卒業後2年間東京都立富士森高等学校社会科（世界史）教諭を勤めたのち、1983年国際基督教大学大学院比較文化研究科博士前期課程に進学。1985年同修了（文学修士）。同年10月から1987年10月まで2年間、文部省アジア諸国等派遣留学生としてビルマ連邦社会主義共和国に留学。1988年国際基督教大学大学院比較文化研究科博士後期課程に進学。1989年8月に中退、同年10月東京外国語大学アジア・アフリカ言語文化研究所助手（研究職）となる。1995年同助教授、2005年同教授。この間、1993-95年にロンドン大学東洋アフリカ研究学院（SOAS）訪問研究員。2007年4月に上智大学外国語学部アジア文化副専攻教授、2014年4月に新設された総合グローバル学部へ異動。2023年3月定年退職、4月より上智大学名誉教授。1990年より現在まで、30年以上にわたって国際基督教大学で「東南アジア史」担当非常勤講師を務める。

## 主要著書（英文著作を除く）
- 単著『アウン・サン  封印された独立ビルマの夢』岩波書店 1996年
- 単著『抵抗と協力のはざま　近代ビルマ史のなかのイギリスと日本』岩波書店 2010年
- 単著『ビルマ独立への道 バモオ博士とアウンサン将軍』彩流社 2012年
- 単著『物語ビルマの歴史 王朝時代から現代まで』中公新書　2014年
- 単著『アウンサンスーチーのビルマ　民主化と国民和解への道』岩波書店（現代全書51）2015年
- 単著『つながるビルマ、つなげるビルマ：光と影と幻と』彩流社　2023年

### 共編著・共著
- 『（AA研東南アジア研究第2巻）東南アジアのナショナリズムにおける都市と農村』（共著）（所収論考「ビルマ抗日闘争の史的考察」）東京外国語大学アジア・アフリカ言語文化研究所　1991年
- 『近現代史のなかの日本と東南アジア』（吉川利治編著）（担当「第六章：ビルマ（ミャンマー）」）東京書籍　1992年
- 『岩波講座　近代日本と植民地』第6巻（所収論考「ビルマの民族運動と日本」）岩波書店　1993年
- 『写真記録東南アジア 歴史・戦争・日本 4 ビルマ(ミャンマー)・タイ』（村嶋英治と共編著） ほるぷ出版 1997年
- 『暮らしがわかるアジア読本　ビルマ』（田村克己と共編著） 河出書房新社 1997年
- 『（世界各国史）東南アジア史１ー大陸部』（石井米雄・桜井由躬雄共編著）（担当第II部第7章2･3･4節、第III部第2章）山川出版社　1999年
- 『岩波講座　東南アジア史』第7巻（所収論考「ビルマのナショナリズムー中間層ナショナリスト・エリートたちの軌跡』）岩波書店　2001年
- 『岩波講座　東南アジア史』第8巻（所収論考「ビルマの独立－日本占領期からウー・ヌ時代まで」）岩波書店　2002年
- 『ビルマ軍事政権とアウンサンスーチー』田辺寿夫共著 角川oneテーマ21 2003年
- 『（AA研東南アジア研究第6巻）東南アジアにとって20世紀とは何か―ナショナリズムをめぐる思想状況』（編著）（所収論考「「英系ビルマ人」が「ビルマ国民」になるとき―血統主義、出生地主義、「国家への忠誠」」）東京外国語大学アジア・アフリカ言語文化研究所　2004年
- 『だれが世界を翻訳するのか―アジア・アフリカの未来から』（真島一郎編）（所収論考「国家の再翻訳にともなう普遍の意味－アウンサンスーチーの思想に見るナショナリズムと普遍」）人文書院　2005年
- 『岩波講座　アジア・太平洋戦争』第7巻（所収論考「東南アジアにおける「対日協力者」－「独立ビルマ」におけるバモオ政府の事例を中心に」）岩波書店　2006年
- 『現代世界の女性リーダーたち：世界を駆け抜けた11人』（石井貫太郎編著）（担当「第6章：アウンサンスーチー　真理の追究」）ミネルヴァ書房　2008年
- 『岩波講座　東アジア近現代通史』第3巻（所収論考「東南アジアにおける植民地エリートの形成－英領期ビルマの場合」）岩波書店　2010年
- 『生まれる歴史、創られる歴史』（永原陽子編著）（所収論考「英系ビルマ人の歴史と記憶－日本占領期（一九四二～四五年）とビルマ独立をめぐって」）刀水書房　2011年
- 『戦闘と和解の日英関係史』（小管信子、ヒューゴ・ドブソン共編著）（所収論考「ビルマ・親英でも親日でもなく」）法政大学出版局　2011年
- 『アウンサンスーチー 変化するビルマの現状と課題』田辺寿夫共著 角川oneテーマ21 2012年
- 『（新版）東南アジアの歴史 人・物・文化の交流史』桐山昇、栗原浩英共著 有斐閣アルマ 2019年
- 『20世紀の東アジア史』第3巻（所収論考「ビルマ（ミャンマー）国家建設の歴史過程－三度の挫折と四度目の挑戦」）東京大学出版会　2020年
- 『岩波講座　世界歴史』第20巻（所収論考「東南アジアのナショナリズム」）岩波書店　2022年